# Armée de la Kanawha
L'armée de la Kanawha est une petite armée confédérée du début de la guerre de Sécession.
Les unités confédérées de la vallée de la rivière Kanawha - une zone essentielle de la Virginie-Occidentale pour les confédérés - sont désignées comme l'« armée de la Kanawha » après qu'elles sont mises sous le commandement de l'ancien gouverneur de Virginie Henry A. Wise le 6 juin 1861. John B. Floyd, natif de la vallée de Kanawha, lui-même ancien gouverneur de Virginie et ancien secrétaire à la guerre des États-Unis, assure le commandement le 11 août 1861 pour améliorer le recrutement, mais l'animosité personnelle entre les deux politiciens empêche Floyd d'exercer pleinement le contrôle de la force inexpérimentée jusqu'au début de l’automne.
Après que la querelle des commandants confédérés coûte la victoire lors de la bataille de Carnifex Ferry, le secrétaire à la guerre des États confédérés Judah P. Benjamin envoie un ordre relevant Wise de son commandement et lui ordonnant de revenir à Richmond, et Floyd commande la force de la taille d'une brigade jusqu'à ce qu'il soit transféré sur le théâtre occidental. L'« armée » est incorporée à la troisième division de l'armée du Kentucky central à la fin de décembre et pendant que l'armée cesse d'exister en tant que telle, la brigade combat à fort Donelson. Les hommes qui restent après la reddition confédérés à Donelson deviennent finalement membres de l'armée du Mississippi avant la bataille de Shiloh.